# Воробйова Тамара Олександрівна
Тамара Олександрівна Воробйова (3 серпня 1941, село Найтоповичі, тепер Унецького району Брянської області, Російська Федерація) — радянська діячка, прядильниця Брянського виробничого камвольного об'єднання міста Брянська. Член ЦК КПРС у 1990—1991 роках.

## Життєпис
У 1957—1960 роках — старша заправниця прядильного цеху льонокомбінату імені Леніна міста Костроми.
У 1960—1961 роках — знімальниця прядильного цеху, в 1961—1971 роках — прядильниця прядильного цеху Брянського камвольного комбінату.
У 1971—1973 роках — комплектувальниця Брянського монтажного управління тресту «Центрелектромонтаж».
З 1973 року — прядильниця Брянського виробничого камвольного об'єднання міста Брянська.
У 1976 році закінчила Брянський будівельний технікум.
Член КПРС з 1985 року.